# Jazennes
Jazennes ist eine westfranzösische Gemeinde mit 548 Einwohnern (Stand 1. Januar 2022) im Département Charente-Maritime in der Region Nouvelle-Aquitaine.

## Lage
Jazennes liegt in der alten Kulturlandschaft der Saintonge etwa 20 Kilometer (Fahrtstrecke) südlich von Saintes bzw. etwa 7,5 Kilometer westlich von Pons. Der Hauptort des Gemeindeverbands, Gémozac, liegt etwa 6,5 Kilometer südwestlich.

## Bevölkerungsentwicklung
| Jahr      | 1968 | 1975 | 1982 | 1990 | 1999 | 2006 | 2016 | 2019 |
| Einwohner | 372  | 335  | 349  | 367  | 367  | 460  | 531  | 545  |

In der ersten Hälfte des 19. Jahrhunderts lagen die Einwohnerzahlen stets um die 600; danach sorgte die Reblauskrise im Weinbau und die Mechanisierung der Landwirtschaft für einen stetigen Rückgang. Aufgrund der relativen Nähe zu den Städten Saintes und Pons und der vergleichsweise günstigen Miet- und Grundstückspreise ist die Bevölkerungszahl von Jazennes in den letzten Jahren wieder leicht angestiegen.

## Wirtschaft
Landwirtschaft und Weinbau bestimmen seit Jahrhunderten das Wirtschaftsleben des Ortes, der daneben auch als Handwerks-, Dienstleistungs- und Handelszentrum für die kleinen Dörfer und Einzelgehöfte im Umland fungierte. Die Böden der Gemeinde gehören zum Anbaugebiet der Bons Bois des Weinbaugebietes Cognac, doch wird auf vielen Ackerflächen auch Getreide (Weizen, Mais) angebaut. Seit den 1980er Jahren ist der Tourismus (Vermietung von Ferienwohnungen) als Einnahmequelle hinzugekommen.

## Geschichte
Die romanische Kirche lässt darauf schließen, dass der Ort bereits im Mittelalter existierte. Ob der Ort im Hundertjährigen Krieg (1337–1453) in Mitleidenschaft gezogen wurde, ist nicht überliefert; auch von Übergriffen und Zerstörungen während der Hugenottenkriege (1562–1598) oder der Französischen Revolution ist nichts bekannt.

## Sehenswürdigkeiten
Die Pfarrkirche Notre-Dame de l’Assomption ist ein – nachträglich kaum veränderter – Bau des 12. Jahrhunderts mit einem weitgehend schmucklosen, aber architektonisch ausgereiften und von zwei seitlichen Blendbögen begleiteten Archivoltenportal in der Westfassade, die in ihrem architektonischen Aufbau sehr derjenigen der Nachbargemeinden Tesson und Villars-en-Pons ähnelt, sich jedoch in der vertikalen Staffelung der seitlichen Dienstbündel von diesen unterscheidet. Architektonischer Blickfang der Kirche ist der von einem seitlichen Treppenturm begleitete Vierungsturm mit seinem reich gegliederten Glockengeschoss. Das einschiffige Langhaus der Kirche ist in perfekter Steinmetztechnik gearbeitet und hat, obwohl die Ansätze eines von Gurtbögen unterzogenen Tonnengewölbes vorhanden sind, lediglich einen offenen Dachstuhl. Im Vierungsbereich findet sich eine gemauerte Segmentkuppel auf Trompen, die beinahe wie ein Kraggewölbe wirkt; die Apsis ist eingewölbt und wurde in der Barockzeit mit Gewölberippen und Schmuckmedaillons ausgemalt. Der Kirchenbau ist seit 1905 als Monument historique anerkannt.